# Canguro
El término canguro es el nombre común que se utiliza para designar a las especies de mayor tamaño de la familia Macropodidae, tal como el término ualabí que se utiliza para denominar a las de menor tamaño. Sin embargo, el término no responde a una clasificación científica, por lo que especies pertenecientes a un mismo género (término que agrupa especies estrechamente relacionadas entre sí) pueden ser llamadas canguro, ualabí o ualarú, el nombre vulgar solo depende de su tamaño. Por ejemplo, Macropus parma es conocido como el ualabí de Parma, mientras que Macropus antilopinus, es denominado indistintamente como canguro antílope o ualarú antílope.
La subfamilia Macropodinae incluye, además de las especies de canguros, ualabíes y ualarúes, otras comúnmente conocidas como canguros arborícolas, cuocas, dorcopsis y pademelones.
Existen muchas especies denominadas canguro, y aquí se describen tres de ellas:
- El canguro rojo (Macropus rufus), el cual es el mayor de los canguros y el mayor de los marsupiales aún en existencia. Los canguros rojos ocupan el centro árido y semiárido de Australia. Un macho adulto puede medir 1,5 m de altura y pesar 110 kg.
- El canguro gris oriental (Macropus giganteus), menos conocido que el canguro rojo, pero avistado más frecuentemente, ya que su rango cubre el área oriental fértil australiana.
- El canguro gris occidental (Macropus fuliginosus), de tamaño menor y encontrado al sur de la Australia occidental, sur de Australia cerca de la costa y en la cuenca del río Darling.

Los canguros poseen grandes y poderosas patas traseras, grandes pies aptos para saltar, una cola larga y musculosa para mantener el equilibrio y una cabeza pequeña. Los canguros son herbívoros, alimentándose de pasto y raíces. Todas las especies son nocturnas y crepusculares, usualmente pasando el día en quietud y alimentándose durante las tardes y noches frías, generalmente en grupos. Tienen una esperanza de vida de 18 años aproximadamente.
Los canguros se encuentran principalmente en Oceanía. Popularmente el canguro es conocido como el animal más representativo de Australia.

## Origen del nombre
La palabra canguro deriva de gangurru, una palabra de los Guugu Yimithirr (aborígenes australianos), que se refería al canguro gris. El nombre fue escrito por primera vez (en su versión inglesa kangaroo) por el explorador James Cook el 4 de agosto de 1770.
Una leyenda extendida afirma que el nombre canguro habría surgido al preguntar a los occidentales el nombre de aquel animal y es esto: "Kan Ghu Ru", lo que respondían los aborígenes; su significado, según la leyenda, no era el nombre del animal, sino la frase "no le entiendo". Esta leyenda no tiene fundamento, pues el origen vernáculo de la palabra está perfectamente documentado. Esta curiosa historia fue incluida en el argumento de la película La llegada, poniéndola en boca de la lingüista Louise Banks (Amy Adams) al principio de la trama, usándola para convencer de sus ideas a los demás, tras lo cual revela que es falsa.

## Reproducción

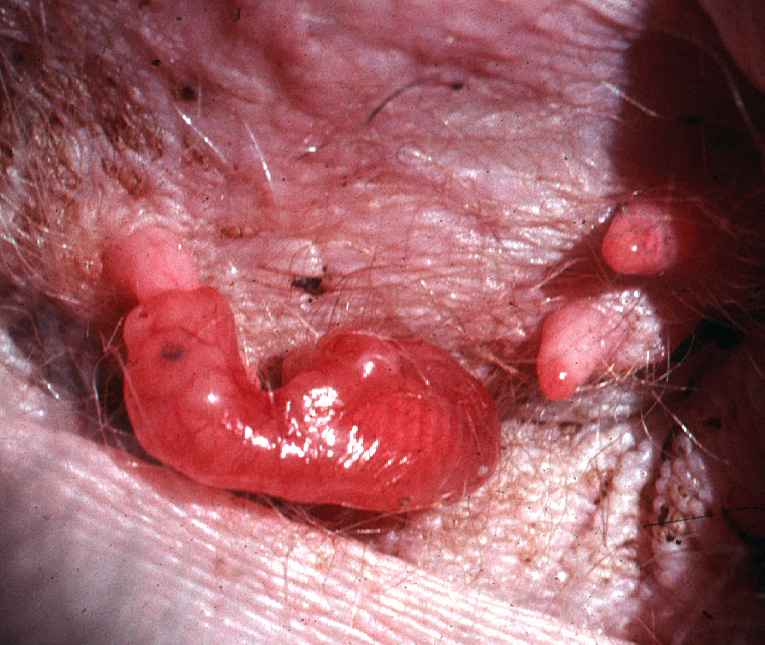
Cría de canguro en el marsupio de su madre.

Su reproducción  varía mucho entre las especies. El canguro rojo es un reproductor oportunista, ya que se aparea y reproduce cuando las condiciones estacionales son favorables para su cría. Los canguros grises procrean durante todo el año, pero paren más crías en los meses de verano, pues salen de la bolsa en la época ideal, la primavera. Otras especies tienen una estación reproductora más restringida.
El galanteo puede durar unas pocas horas o prolongarse 2 o 3 días. El macho sigue a la hembra que está en celo, husmeando con frecuencia la abertura de la bolsa urogenital y tocando la cola de la hembra con la pata. El ualabí macho hace característicos movimientos laterales y sinuosos con la cola, que producen chasquidos; el apareamiento puede ser breve o durar más de una hora, como en el caso del canguro gris.
En bastantes especies, como el cuoca, el apareamiento tiene lugar después del parto (estro post partum); en estos casos se suele producir un blastocito en reposo, que se desarrolla más tarde, cuando la cría del parto anterior abandone el marsupio.
Las crías nacen entre los 28 y 36 días tras el apareamiento, estando aún muy poco desarrolladas, sin pelo y con los ojos y oídos aún embrionarios y sin función. Los canguros rojos hembras, que pesan unos 27 kg paren una cría de tan solo 800 miligramos de peso. El parto es rápido, y en cuanto queda libre la cría comienza a avanzar hacia la mama, moviendo su cabeza de un lado a otro arrastrándose a lo largo del vientre materno, y una vez dentro del marsupio, toma firmemente la mama en la boca, y el extremo de ella se dilata hasta llenar la cavidad bucal. Todo el proceso tiene lugar en unos pocos minutos. Permanecen en la bolsa unos 8 meses, pero siguen volviendo a ella para mamar alrededor de seis meses más; en ese tiempo ya habrá nacido otra cría. Los jóvenes suelen relacionarse con sus madres hasta que alcanzan la madurez sexual. Normalmente nace una sola cría, pero se han dado casos de nacimiento de gemelos.

## Biología y comportamiento

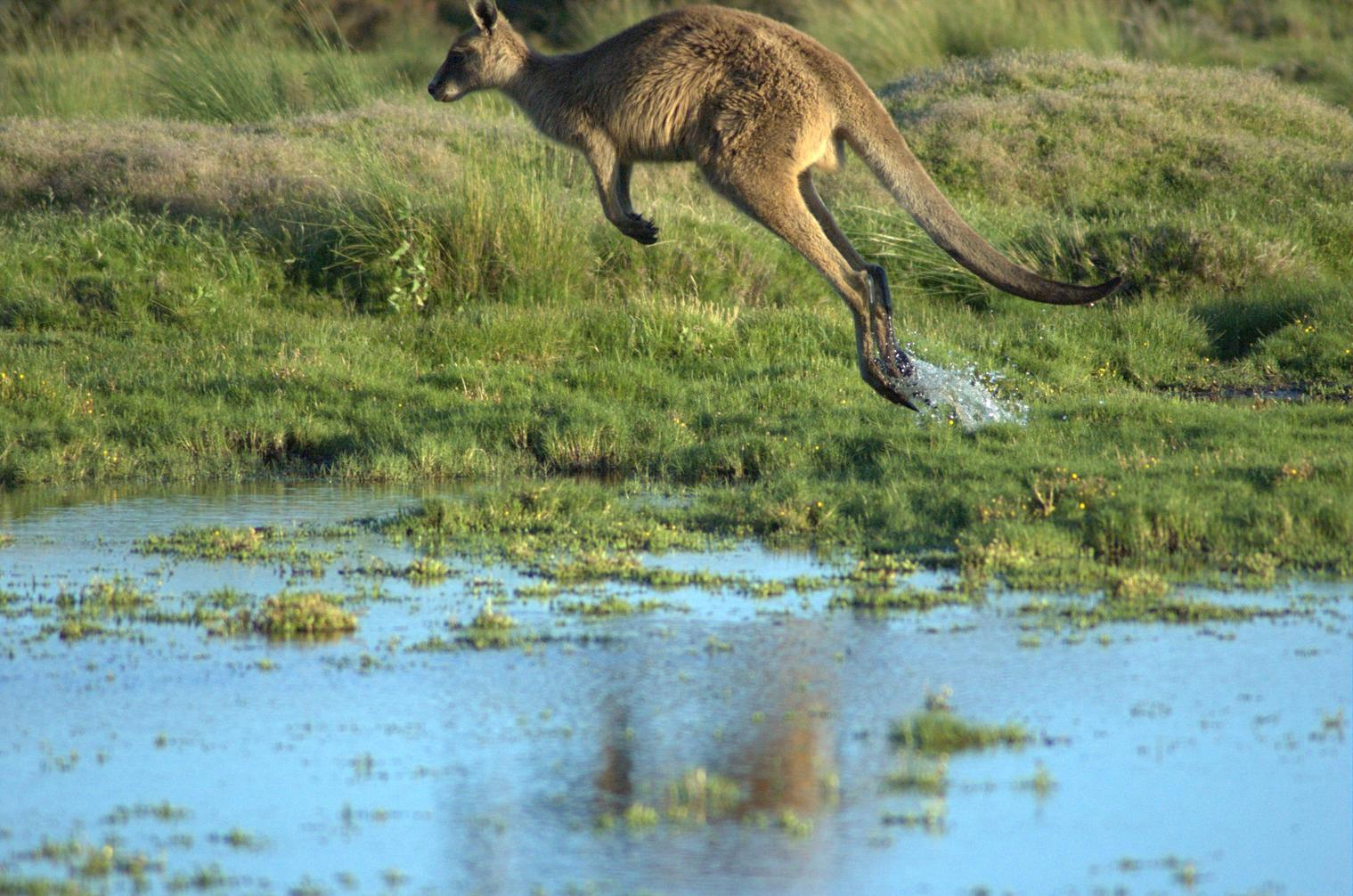
Un Canguro gris oriental de Tasmania en movimiento.

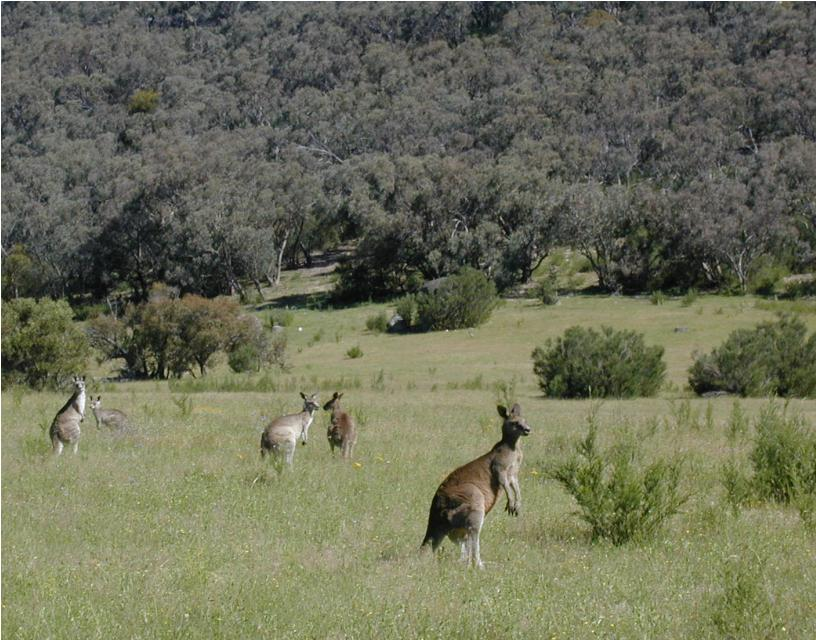
Canguros en su hábitat nativo de pastizales.

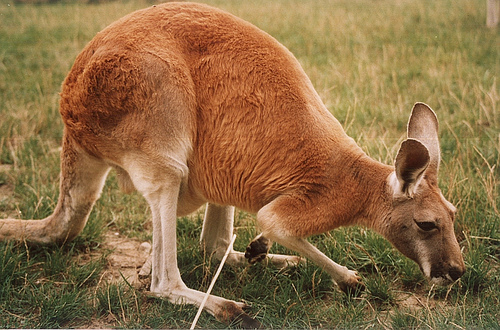
Un canguro rojo pastando.

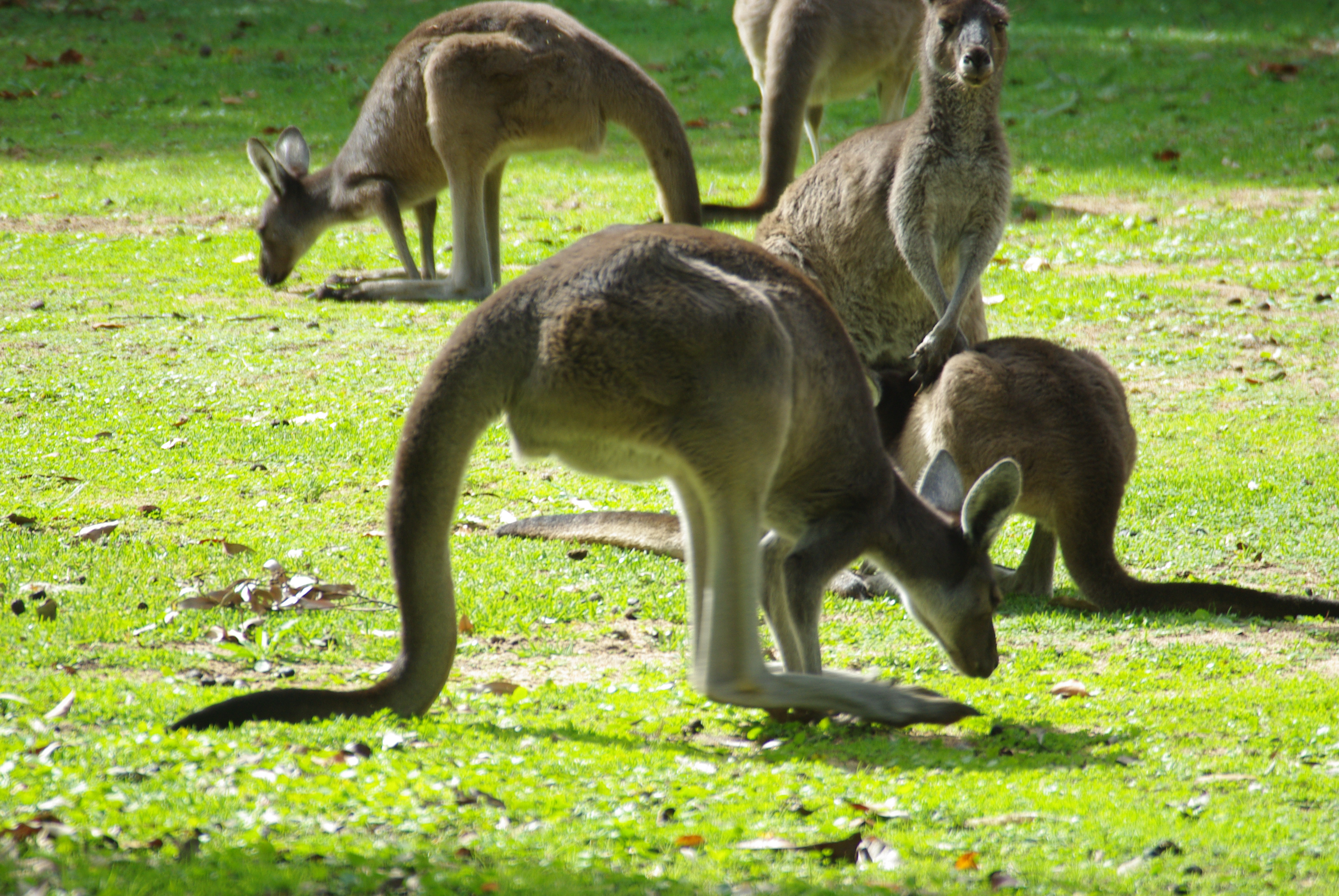
Grupo de canguros gris occidentales.

### Locomoción

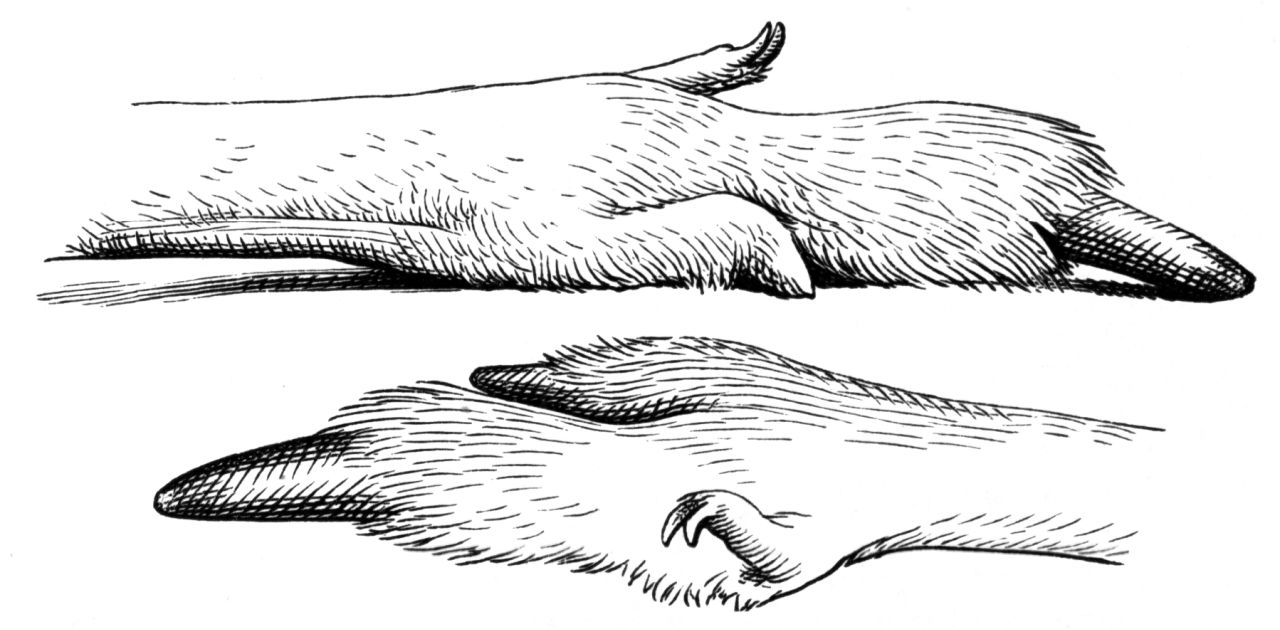
Ilustración de las patas traseras de un canguro.

Los canguros son los únicos animales grandes que se desplazan dando saltos. Los saltos, que los hacen moviendo sus patas traseras de manera simultánea, son un modo de locomoción rápido y económico, pues a altas velocidades consumen una fracción de la energía que consumirían desplazándose de otra manera.
La velocidad de desplazamiento confortable del canguro rojo es de 20-25 km/h, pero puede alcanzar velocidades de hasta 70 km/h en distancias cortas, y puede mantener una velocidad de unos 40 km/h durante casi 2 km. Durante un salto, el potente músculo gastrocnemio levanta el cuerpo del suelo, mientras que el más pequeño músculo plantar, que se une cerca del cuarto dedo gordo del pie, se utiliza para el empuje. El 70% de la energía potencial se almacena en los tendones elásticos. A bajas velocidades, emplea la locomoción pentapedal, utilizando su cola para formar un trípode con sus dos extremidades anteriores mientras adelanta sus patas traseras. Tanto la marcha pentapedal como el salto rápido son energéticamente costosos. El salto a velocidades moderadas es el más eficiente energéticamente, y un canguro que se mueve por encima de 15 km/h (9,3 mph) mantiene la consistencia energética más que animales de tamaño similar corriendo a la misma velocidad.

### Dieta
Los canguros tienen estómagos de una sola cámara a diferencia de los de bovino y ovino, que tienen cuatro compartimentos. A veces regurgitan la vegetación que han comido, la mastican como bolo alimenticio y la vuelven a tragar para la digestión final. Sin embargo, se trata de una actividad diferente y más extenuante que en los rumiantes, y no tiene lugar con tanta frecuencia.
Las distintas especies de canguros tienen dietas diferentes, aunque todos son herbívoros estrictos. El canguro gris oriental es predominantemente un graznador, y come una gran variedad de hierbas, mientras que algunas otras especies como el canguro rojo incluyen cantidades significativas de arbustos en su dieta. Las especies más pequeñas de canguros también consumen hongos hipogeos. Muchas especies son nocturnas,  y crepusculares, suelen pasar los días calurosos descansando a la sombra, y las tardes, noches y mañanas frescas moviéndose y alimentándose.

#### Ausencia de liberación de metano digestivo
A pesar de tener dietas herbívoras similares a las de rumiantes como el ganado vacuno, que liberan grandes cantidades de metano digestivo a través de la exhalación y eructos, los canguros no liberan prácticamente nada. En cambio, el hidrógeno subproducto de la fermentación se convierte en acetato, que se utiliza para proporcionar más energía. Los científicos están interesados en la posibilidad de transferir las bacterias responsables de este proceso de los canguros al ganado, ya que el efecto gas de efecto invernadero del metano es 23 veces mayor que el del dióxido de carbono por molécula.

### Comportamiento social y sexual

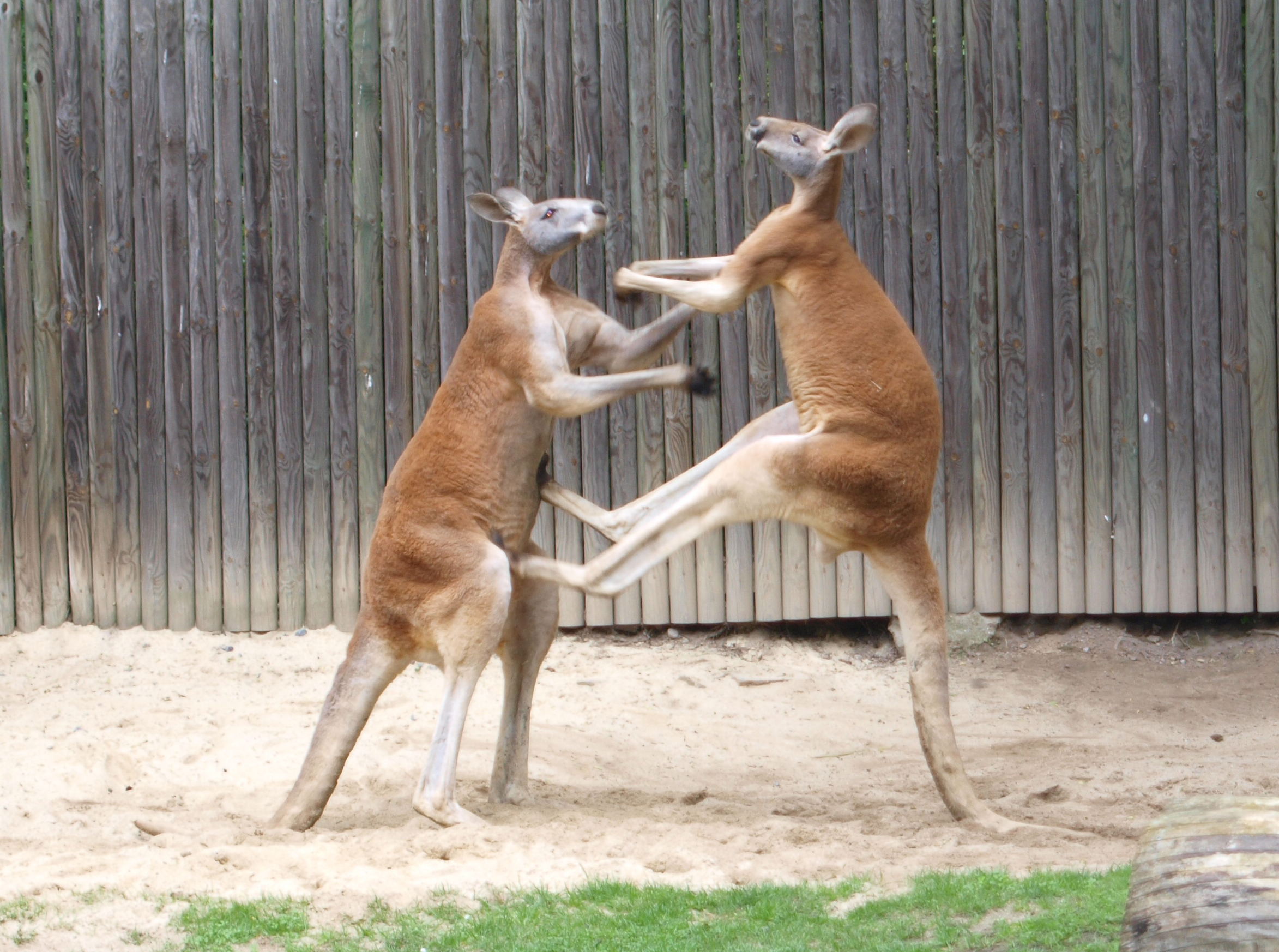
Dos canguros rojos machos boxeando.

Los grupos de canguros se llaman turbas, cortes o troupes, que suelen tener 10 o más canguros. Vivir en manadas puede proporcionar protección a algunos de los miembros más débiles del grupo. El tamaño y la estabilidad de las turbas varían según las regiones geográficas, con el este de Australia con agregaciones más grandes y más estables que en las zonas áridas más al oeste. Las agregaciones más grandes muestran grandes cantidades de interacciones y estructuras sociales complejas, comparables a las de los unguladoss.  Un comportamiento común es tocarse la nariz y olfatear, que ocurre sobre todo cuando un individuo se une a un grupo. El canguro que realiza el olfateo obtiene mucha información de las señales olfativas. Este comportamiento refuerza la cohesión social sin la consiguiente agresión. Durante el olfateo mutuo, si un canguro es más pequeño, mantendrá su cuerpo más cerca del suelo y su cabeza temblará, lo que sirve como una posible forma de sumisión. Los saludos entre machos y hembras son comunes, siendo los machos más grandes los más involucrados en el encuentro con las hembras. La mayoría de los demás comportamientos no antagónicos se producen entre las madres y sus crías. Madre y cría refuerzan su vínculo mediante el acicalamiento. Una madre acicala a su cría mientras está mamando o después de que haya terminado de mamar. Un cachorro morderá la bolsa de su madre si quiere acceder a ella.

## Clasificación
- Familia Macropodidae
  - Subfamilia Macropodinae
    - Género Dendrolagus (canguros arborícolas)
    - Género Dorcopsis
    - Género Lagorchestes
    - Género Macropus
      - Subgénero Notamacropus (ualabíes)
      - Subgénero Osphranter (canguros antílopes y ualarúes)
      - Subgénero Macropus (canguros)

    - Género Onychogalea (ualabíes de rabo pelado)
    - Género Petrogale (ualabíes de las rocas)
    - Género Setonix (cuoca)
    - Género Thylogale (pademelones)
    - Género Wallabia (ualabíes de pantano)